# Skylanders: Spyro's Adventure
Skylanders: Spyro's Adventure é um jogo de ação, que foi publicado pela Activision e desenvolvido pela Toys for Bob. Vicarious Visions desenvolveu o lançamento Nintendo 3DS. Foi lançado em 12 de outubro de 2011, na Austrália para o PC e 13 de outubro de 2011 em outros consoles. O jogo foi lançado em 14 de outubro de 2011 na Europa e 16 de outubro de 2011 na América do Norte. Frima estúdio desenvolveu a versão para iPhone, Web e iPad de Skylanders.
Neoplay lançou o jogo na América do Sul (inclui o Brasil) em 15 de dezembro de 2011, traduzido e dublado em Português do Brasil.
Activision anunciou que a partir de 03 de junho de 2012, o jogo tinha sido o console mais vendido e vídeo game portátil no mundo para 2012. Em 31 de março de 2012, a Activision, vendeu mais de 30 milhões Skylanders brinquedos, e as vendas devem ultrapassar US $ 500 milhões até o final do ano.
Japão, eventualmente, finalmente vi um lançamento deste jogo, sendo manipulado pela Toys "R" Us e Square Enix e foi lançado para o Wii, PlayStation 3, Nintendo 3DS e da região também recebeu um Wii U porta única exclusivamente (ao invés de ter um lançamento do Xbox 360), que está sendo lançado em 12 de julho de 2013, que foi de quase dois anos depois de seu lançamento nas regiões oeste, tornando este o primeiro jogo da série para ser lançado no Japão em quase 10 anos.

## História
Skylands é um planeta distante do nosso, ele é protegido pelos Skylanders, seres bem variados com super-poderes baseados em 8 elementos nativos de Skylands. Certo dia, o vilão Kaos destruiu a "Core of light", o núcleo de energia do planeta. Nisso, ele mandou os Skylanders ao Planeta Terra, onde eles viraram bonecos, devido á falta de magia no planeta. Nós devemos usar o Portal of Power para levar os Skylanders á Skylands. Mestre Eon, o mestre dos Skylanders virou um 
espírito devido á explosão da Core of light, mas ele nos ajuda nessa aventura.

## Jogabilidade

### Fora do jogo
O jogo junta bonecos e jogos eletrônicos, famosos meios de entretenimento. É necessário conter o acessório "Portal of Power"(que vem com o jogo) para jogar. Nele, é necessário colocar um boneco do personagem que deseja jogar. Então, o personagem aparecerá dentro do jogo para você jogar com ele! São 37 bonecos para colecionar e jogar com seus respectivos personagens, sendo necessário ter 
apenas 8 (1 de cada elemento) para terminar o jogo com 100%. Existem os "Expansion packs", que são outros pacotes que vem com outros personagens, além brinquedos de itens de ataque e defesa, e até brinquedos que destravam 
novas fases!

### Dentro do jogo
O jogador deverá controlar os Skylanders 
por diversas fases para salvar Skylands do 
vilão Kaos. O jogador poderá coletar vários 
itens, derrotar vários inimigos, resolver vários 
puzzles, etc. O jogo contém toques de RPG, como 
sistema de upgrades, sistema de níveis dos 
personagens (que podem ser até o nível 10 em cada personagem), etc. 
O sistema de elementos permite criar 
locais das fases somente acessíveis 
á personagens de um certo elemento, 
além de partes das fases em que personagens de um 
certo elemento são mais poderosos.

## Extras colecionáveis
Cada personagem tem seu card e um código para desbloquear o personagem em Skylanders:Spyro's Universe (jogo online), sendo que todos 
esses itens são parte integrante do 
pacote de onde vem o personagem.

## Pacotes de expansões
O jogo tem diversos pacotes que aumentam muito a experiência do jogo. Veja o conteúdo de cada um:

### Starter Pack (Consoles)
- 1 cópia do jogo
- 1 portal of power
- 3 personagens (Spyro, Gill Grunt, Trigger Happy)
- 3 cards
- 3 adesivos
- 3 códigos
- 1 poster com os bonecos dos personagens

### Single pack
- 1 personagem
- 1 card
- 1 adesivo
- 1 código

### Triple pack
- 3 personagens
- 3 cards
- 3 adesivos
- 3 códigos

### Adventure pack
- 1 personagem
- 1 brinquedo de fase
- 2 itens mágicos
- 4 cards
- 2 adesivo
- 3 códigos

### Starter pack (3DS)
- 1 cópia do jogo
- 1 portal of power
- 3 personagens (Dark Spyro, Stealth Elf, Iginitor)
- 3 cards
- 3 adesivos
- 3 códigos
- 1 poster com os bonecos dos personagens

## Tipos de brinquedos

### Personagens
Os brinquedos principais, eles permitem que o personagem respectivo ao brinquedo possa ser jogável.
Brinquedos do tipo bonecos ou personagens:
- Spyro
- Gill Grunt
- Trigger Happy
- Stealth Elf
- Ghost Roaster
- Eruptor
- Terrafin
- Sonic Boom
- Wrecking Ball
- Slam Bam
- Boomer
- Stump Smash
- Chop Chop
- Sunburn
- Prism Break
- Whirlwind
- Double Trouble
- Zap
- Drobot
- Zook
- Cynder
- Flameslinger
- Bash
- Lighting Rod
- Voodood
- Wham-Shell
- Drill Sergeant
- Camo
- Hex
- Ignitor
- Dino-Rang
- Warnado
- Dark Spyro
- Legendary Spyro
- Legendary Trigger Happy
- Legendary Chop Chop
- Legendary Bash

### Itens mágicos
Eles trazem efeitos bons ao jogador, como achar tesouros ou derrotar inimigos junto á você. Eles devem ser postos no portal junto ao skylander.
Brinquedos do tipo figuras:
- Ghost Pirate Swords
- Hidden Teasure
- Healing Elixir
- Time Twister Hourglass
- Sparx the Dragonfly
- Winged Boots
- Anvil Rain
- Sky-Iron Shield

### Brinquedos de fase
Eles desbloqueiam fases extras. Eles devem ser postos no 
portal junto ao skylander.
Brinquedos do tipo figuras:
- Pirate Seas
- Darklight Crypt
- Empire of Ice
- Dragon's Peak
- Volcanic Valt

## Versão Nintendo 3DS
A versão para Nintendo 3DS contém diferenças na jogabilidade, como a capacidade dos personagens pularem, além de um pequeno Portal of Power para apenas um personagem. Nesta versão, o enredo é outro, que leva os Skylanders nas Radiant Isles, onde eles devem derrotar Hektore ao invés de Kaos.

## Elenco de Voz
É o primeiro jogo da série Skylanders ter dublagem em Português Brasileiro e Português Europeu.
| Personagens      | Originais vozes em Inglês | Dublagem Brasil   | Dobragem Portugal | Notas                                 |
| ---------------- | --- | ----------------- | ----------------- | ------------------------------------- |
| Spyro            | Josh Keaton | Fábio Lucindo     | Pedro Cardoso     |                                       |
| Sparx            | André Sogliuzzo | ????              | ????              | Um item de caracteres que é usado.    |
| Gill Grunt       | Freddie Winston | ????              | ????              | Dublador Inglês não creditado         |
| Trigger Happy    | Freddie Winston | ????              | ????              | Dublador Inglês não creditado         |
| Voodood          | Freddie Winston | ????              | ????              | Dublador Inglês não creditado         |
| Eruptor          | Freddie Winston | ????              | ????              | Dublador Inglês não creditado         |
| Bash             | Freddie Winston | ????              | ????              | Dublador Inglês não creditado         |
| Ignitor          | Freddie Winston | ????              | ????              | Dublador Inglês não creditado         |
| Chop-Chop        | Freddie Winston | ????              | ????              | Dublador Inglês não creditado         |
| Terrafin         | Freddie Winston | ????              | ????              | Dublador Inglês não creditado         |
| Gurglefin        | Freddie Winston | ????              | ????              | Dublador Inglês não creditado         |
| Boomer           | Freddie Winston | ????              | ????              | Dublador Inglês não creditado         |
| Ghost Roaster    | Freddie Winston | ????              | ????              | Dublador Inglês não creditado         |
| Prism Break      | Freddie Winston | ????              | ????              | Dublador Inglês não creditado         |
| Slam Bam         | Freddie Winston | ????              | ????              | Dublador Inglês não creditado         |
| Mestre Eon       | Daniel Hagen | ????              | ????              |                                       |
| Cali             | Sumalee Montano | ????              | ????              |                                       |
| Persephone       | Laura Bailey | ????              | ????              |                                       |
| Glumshanks       | Chris Cox | ????              | ????              |                                       |
| Auric            | Steve Blum | ????              | ????              |                                       |
| Vathek           | Steve Blum | ????              | ????              | Chefe na versão 3DS.                  |
| Flynn            | Patrick Warburton | ????              | ????              |                                       |
| Cynder           | Barbara Mamabolo | Ana Lúcia Menezes |                   | Dublador Inglês não creditado         |
| Whirlwind        | Salli Saffioti | ????              | ????              |                                       |
| Hugo             | Michael Yurchak | ????              | ????              |                                       |
| Diggs            | ???? | ????              | ????              |                                       |
| Fargus           | James Haron | ????              | ????              |                                       |
| Stump Smash      | Kevin Michael Richardson | Sérgio Fortuna    | Carlos Macedo     |                                       |
| Dino-Rang        | Thomas Bromhead | Eduardo Dascar    | Heitor Lourenço   |                                       |
| Drill Sergeant   | Thomas Bromhead | Eduardo Dascar    | Heitor Lourenço   |                                       |
| T-Bone           | Keith Sliverstein | ????              | ????              |                                       |
| Clam-tron 4000   | Keith Sliverstein | ????              | ????              |                                       |
| Lightning Rod    | Alex Ness | ????              | ????              |                                       |
| Drobot           | Alex Ness | ????              | ????              |                                       |
| Double Trouble   | Alex Ness | ????              | ????              |                                       |
| Stealth Elf      | Lani Minella | ????              | ????              |                                       |
| Sonic Boom       | Lani Minella | ????              | ????              | Antiguamente tenía una voz.           |
| Rizzo            | John Kassir | Élcio Sodré       | Miguel Guilherme  |                                       |
| Wendel           | Anthony Hansen | ????              | ????              |                                       |
| Kaos             | Richard Steven Horvitz | Guga Almeida      | Miguel Alexandre  |                                       |
| Pop Fizz         | Bobcat Goldthwait | Dudu Fevereiro    | ????              |                                       |
| Hektore          | Dave Wittenberg | ????              | ????              | Exclusivo na versão 3DS e é um chefe. |
| Vozes Adicionais | John Kassir Lani Minella Fred Tatasciore Jeff Bergman Cam Clarke Bruce Lanoil Hope Levy Chris Parson Erol Otus David Markus Roger L. Jackson Kathryn Cressida Jen Olson Salli Saffioti Courtenay Taylor Kari Wahlgren Amanda Wyatt André Sogliuzzo Hunter Davis Dwight Schultz Lloyd Sherr Keith Szarabajka Neil Kaplan David Lodge Liam O'Brien |                   |                   |                                       |

## Legado
Activision anunciou uma sequela, Skylanders: Giants, que está programado para ser lançado no outono de 2012. Um jogo de internet chamado Skylanders: Spyro's Universe foi criado, bem como, e está atualmente em fase beta.
Activision comentou sobre a possibilidade de um filme Skylanders e séries de TV como algo que eles podiam ver-se a olhar em no futuro.

## Crítica
O site Gamespot deu ao jogo nota "7,5", dizendo: "Skylanders reiventa Spyro para uma nova geração com o seu tie-in de brinquedos inovador, mas precisa de mais conteúdo para oferecer valor verdadeiro."
IGN deu "8" ao jogo, dizendo "O Co-op do jogo, e mais de 30 personagens para desbloquear, além de novos níveis significa que você estará indo de volta para a loja de brinquedos repetidamente." E "Um divertido jogo de ação familiar na veia de títulos LEGO. Pode ficar muito difícil."
Nintendo Magazine deu "72%", dizendo "Um jogo de plataformas divertido deixar para baixo por um sistema de desbloqueio bobo pay-to-play."